# Тимонькин, Борис Владиславович
Бори́с Владисла́вович Тимо́нькин (укр. Борис Владиславович Тимонькін; род. 1 августа 1951 года, Киев, УССР) — председатель Правления «Укрсоцбанка» (2001—2013), председатель Совета Фондовой биржи ПФТС (с 2002 года), председатель Совета «Независимой ассоциации банков Украины», член Наблюдательного Совета «Брокбизнесбанка» (2013—2014), заместитель председателя Наблюдательного Совета UniCreditBank (Украина) в 2013—2014 годах.

## Биография
Борис Владиславович Тимонькин родился 1 августа 1951 года в Киеве (УССР). В 1973 году окончил Киевский институт народного хозяйства (ныне — КНЭУ). В 1980 году защитил диссертацию и получил учёную степень кандидата экономических наук. Начиная с 1990 года Тимонькин занимал ряд руководящих должностей в различных финансовых организациях. С 1993 года он стал руководителем Киевского филиала «Первого украинского международного банка» (ПУМБ). Спустя год Тимонькин был назначен начальником коммерческого управления ПУМБ, с июня 1994 года — заместителем главы Правления банка.
В самом начале своей банковской деятельности Б. Тимонькин утверждал, что самой большой проблемой страны является инфляция и всячески пытался изменить отношение населения к банкам. Он был сторонником американской системы государственной власти и акцентировал на том, что исключительно Президент должен возглавлять исполнительную власть, а все министры и главы госкомитетов должны ему напрямую подчиняться. Помимо того, Тимонькин заявлял и поддерживал необходимость налаживания экономического сотрудничества с Западом и улучшение репутации Украины.
С апреля 2001 года по июль 2013 года Тимонькин являлся главой Правления АКБ «Укрсоцбанк». В 2001—2008 годах был заместителем председателя Наблюдательного Совета Межрегионального фондового союза (МФС) — первого украинского коммерческого депозитария ценных бумаг. После слияния МФС с Национальным депозитарием и образования Всеукраинского депозитария стал членом его Совета (2008—2011 гг.). В 2002—2013 годах Борис Тимонькин возглавлял Совет Первой фондовой торговой системы Украины (ПФТС). В 2005 году выступил одним из инициаторов и основателей первого украинского бюро кредитных историй (с того времени Тимонькин возглавляет Наблюдательный Совет организации).
В 2007 году 95% акций «Укрсоцбанка» было приобретено международной банковской группой UniCredit за более, чем 2,5 млрд долларов. Тем не менее, Тимонькин остался на посту Chief Executive Officer и председателя Правления банка вплоть до 2013 года. В 2013 году Укрсоцбанк перешёл к группе «Восточноевропейская топливно-энергетическая компания» (ВЕТЭК), на тот момент возглавляемых Сергеем Курченко.
Одно время в 2013 году Б. Тимонькин являлся членом Наблюдательного Совета АКБ «Брокбизнесбанк». Параллельно в 2013—14 годах его избрали заместителем председателя Наблюдательного Совета UniCredit Bank (Украина). В феврале 2014 года Тимонькин выехал из Украины с целью лечения онкозаболевания.
Ввиду расследования уголовного дела по группе «Восточноевропейской топливно-энергетической компании» (ВЕТЭК) МВД Украины объявило Бориса Тимонькина в международный розыск. В  2015 году он был задержан в аэропорту Берлина по запросу Украины в Интерпол; однако спустя месяц его освободили из-под ареста в связи с состоянием здоровья. В 2017 году Верховный Суд земли Бранденбург (Германия) отказал Украине в экстрадиции банкира. На запрос Генеральной прокуратуры Украины в августе 2016 года Борис Тимонькин дал своё согласие на допрос сотрудниками ГПУ. В ходе допроса заявил о непричастности к инкриминируемым преступлениям и отказался подписать соглашение со следствием о полном признании своей вины в обмен на освобождение от основного наказания в виде лишения свободы с испытательным сроком на 1 год. При этом он утверждал, что работал в «белом» секторе экономики.
В 2018 году Б. Тимонькин был снят Интерполом с международного розыска. С того времени живёт и работает в Берлине.

## Семья
Борис Тимонькин женат, имеет шестерых детей.

## Награды и отличия
- «Человек года» в 2003, 2004 и 2005 годах в категории «Финансист года»[6][7];
- Банкир № 1 по итогам 2007 года (в рейтинге ТОП—100);
- Победитель в номинации «Банкир года—2007» на конкурсе «MasterCard — Банк года»;
- Обладатель почётного диплома рейтинга ТОП—100 «Лучшие топ-менеджеры Украины» от «Инвестгазеты» в номинации «Лучший топ-менеджер коммерческого банка»;
- Орден «За заслуги» 3-й степени и почётная грамота от КМ Украины.